# ATP Tour 500
ATP 500 – cykl turniejów tenisowych organizowanych przez Association of Tennis Professionals (ATP). ATP 500 obowiązuje w kalendarzu rozgrywek od sezonu 2009 i jest następcą rozgrywanych do tegoż roku turniejów cyklu ATP International Series Gold. Jest to trzecia ranga turniejów w rozgrywkach męskich za czterema turniejami Wielkiego Szlema oraz dziewięcioma ATP Masters 1000, a przed ATP 250.
W latach 2009–2014 seria składała się z 11 turniejów, a w sezonach 2015–2024 z 13 imprez. Od sezonu 2025 w klaendarzu ATP znajduje się 16 turniejów ATP 500, w których zwycięzca otrzymuje 500 punktów do rankingu ATP Entry System. Turniej może składać się z 32 lub 48 zawodników w grze pojedynczej oraz 16 lub 24 w grze podwójnej.

## Mecze finałowe turniejów ATP 500

### Sezon 2025
| Turniej        | Nawierzchnia  | Zwycięzca          | Finalista                   | Wynik            |
| Rotterdam      | Twarda (hala) | Carlos Alcaraz     | Alex de Minaur              | 6:4, 3:6, 6:2    |
| Dallas         | Twarda (hala) | Denis Shapovalov   | Casper Ruud                 | 7:6(5), 6:3      |
| Doha           | Twarda        | Andriej Rublow     | Jack Draper                 | 7:5, 5:7, 6:1    |
| Rio de Janeiro | Ceglana       | Sebastián Báez     | Alexandre Müller            | 6:2, 6:3         |
| Dubaj          | Twarda        | Stefanos Tsitsipas | Félix Auger-Aliassime       | 6:3, 6:3         |
| Acapulco       | Twarda        | Tomáš Macháč       | Alejandro Davidovich Fokina | 7:6(6), 6:2      |
| Barcelona      | Ceglana       | Holger Rune        | Carlos Alcaraz              | 7:6(6), 6:2      |
| Monachium      | Ceglana       | Alexander Zverev   | Ben Shelton                 | 6:2, 6:4         |
| Hamburg        | Ceglana       | Flavio Cobolli     | Andriej Rublow              | 6:2, 6:4         |
| Halle          | Trawiasta     | Aleksandr Bublik   | Daniił Miedwiediew          | 6:3, 7:6(4)      |
| Londyn         | Trawiasta     | Carlos Alcaraz     | Jiri Lehecka                | 7:5, 6:7(5), 6:2 |
| Waszyngton     | Twarda        | Alex de Minaur     | Alejandro Davidovich Fokina | 5:7, 6:1, 7:6(3) |
| Pekin          | Twarda        |                    |                             |                  |
| Tokio          | Twarda        |                    |                             |                  |
| Bazylea        | Twarda (hala) |                    |                             |                  |
| Wiedeń         | Twarda (hala) |                    |                             |                  |

### Sezon 2024
| Turniej        | Nawierzchnia  | Zwycięzca                  | Finalista          | Wynik               |
| Rotterdam      | Twarda (hala) | Jannik Sinner              | Alex de Minaur     | 7:5, 6:4            |
| Rio de Janeiro | Ceglana       | Sebastián Báez             | Mariano Navone     | 6:2, 6:1            |
| Dubaj          | Twarda        | Ugo Humbert                | Aleksandr Bublik   | 6:4, 6:3            |
| Acapulco       | Twarda        | Alex de Minaur             | Casper Ruud        | 6:4, 6:4            |
| Barcelona      | Ceglana       | Casper Ruud                | Stefanos Tsitsipas | 7:5, 6:3            |
| Halle          | Trawiasta     | Jannik Sinner              | Hubert Hurkacz     | 7:6(8), 7:6(2)      |
| Londyn         | Trawiasta     | Tommy Paul                 | Lorenzo Musetti    | 6:1, 7:6(8)         |
| Hamburg        | Ceglana       | Arthur Fils                | Alexander Zverev   | 6:3, 3:6, 7:6(1)    |
| Waszyngton     | Twarda        | Sebastian Korda            | Flavio Cobolli     | 4:6, 6:2, 6:0       |
| Pekin          | Twarda        | Carlos Alcaraz             | Jannik Sinner      | 6:7(6), 6:4, 7:6(3) |
| Tokio          | Twarda        | Arthur Fils                | Ugo Humbert        | 5:7, 7:6(6), 6:3    |
| Bazylea        | Twarda (hala) | Giovanni Mpetshi Perricard | Ben Shelton        | 6:4, 7:6(4)         |
| Wiedeń         | Twarda (hala) | Jack Draper                | Karen Chaczanow    | 6:4, 7:5            |

### Sezon 2023
| Turniej        | Nawierzchnia  | Zwycięzca             | Finalista          | Wynik            |
| Rotterdam      | Twarda (hala) | Daniił Miedwiediew    | Jannik Sinner      | 5:7, 6:2, 6:2    |
| Rio de Janeiro | Ceglana       | Cameron Norrie        | Carlos Alcaraz     | 5:7, 6:4, 7:5    |
| Dubaj          | Twarda        | Daniił Miedwiediew    | Andriej Rublow     | 6:2, 6:2         |
| Acapulco       | Twarda        | Alex de Minaur        | Tommy Paul         | 3:6, 6:4, 6:1    |
| Barcelona      | Ceglana       | Carlos Alcaraz        | Stefanos Tsitsipas | 6:3, 6:4         |
| Halle          | Trawiasta     | Aleksandr Bublik      | Andriej Rublow     | 6:3, 3:6, 6:3    |
| Londyn         | Trawiasta     | Carlos Alcaraz        | Alex de Minaur     | 6:4, 6:4         |
| Hamburg        | Ceglana       | Alexander Zverev      | Laslo Đere         | 7:5, 6:3         |
| Waszyngton     | Twarda        | Daniel Evans          | Tallon Griekspoor  | 7:5, 6:3         |
| Pekin          | Twarda        | Jannik Sinner         | Daniił Miedwiediew | 7:6(2), 7:6(2)   |
| Tokio          | Twarda        | Ben Shelton           | Asłan Karacew      | 7:5, 6:1         |
| Bazylea        | Twarda (hala) | Félix Auger-Aliassime | Hubert Hurkacz     | 7:6(3), 7:6(5)   |
| Wiedeń         | Twarda (hala) | Jannik Sinner         | Daniił Miedwiediew | 7:6(7), 4:6, 6:3 |

### Sezon 2022
| Turniej        | Nawierzchnia  | Zwycięzca                                    | Finalista                                    | Wynik                                        |
| Rotterdam      | Twarda (hala) | Félix Auger-Aliassime                        | Stefanos Tsitsipas                           | 6:4, 6:2                                     |
| Rio de Janeiro | Ceglana       | Carlos Alcaraz                               | Diego Schwartzman                            | 6:4, 6:2                                     |
| Dubaj          | Twarda        | Andriej Rublow                               | Jiří Veselý                                  | 6:3, 6:4                                     |
| Acapulco       | Twarda        | Rafael Nadal                                 | Cameron Norrie                               | 6:4, 6:4                                     |
| Barcelona      | Ceglana       | Carlos Alcaraz                               | Pablo Carreño-Busta                          | 6:3, 6:2                                     |
| Halle          | Trawiasta     | Hubert Hurkacz                               | Daniił Miedwiediew                           | 6:1, 6:4                                     |
| Londyn         | Trawiasta     | Matteo Berrettini                            | Filip Krajinović                             | 7:5, 6:4                                     |
| Hamburg        | Ceglana       | Lorenzo Musetti                              | Carlos Alcaraz                               | 6:4, 6:7(6), 6:4                             |
| Waszyngton     | Twarda        | Nick Kyrgios                                 | Yoshihito Nishioka                           | 6:4, 6:3                                     |
| Pekin          | Twarda        | Turniej anulowano z powodu pandemii COVID-19 | Turniej anulowano z powodu pandemii COVID-19 | Turniej anulowano z powodu pandemii COVID-19 |
| Astana         | Twarda (hala) | Novak Đoković                                | Stefanos Tsitsipas                           | 6:3, 6:4                                     |
| Tokio          | Twarda        | Taylor Fritz                                 | Frances Tiafoe                               | 7:6(3), 7:6(2)                               |
| Bazylea        | Twarda (hala) | Félix Auger-Aliassime                        | Holger Rune                                  | 6:3, 7:5                                     |
| Wiedeń         | Twarda (hala) | Daniił Miedwiediew                           | Denis Shapovalov                             | 4:6, 6:3, 6:2                                |

### Sezon 2021
| Turniej        | Nawierzchnia  | Zwycięzca                                    | Finalista                                    | Wynik                                        |
| Rotterdam      | Twarda (hala) | Andriej Rublow                               | Márton Fucsovics                             | 7:6(4), 6:4                                  |
| Rio de Janeiro | Ceglana       | Turniej anulowano z powodu pandemii COVID-19 | Turniej anulowano z powodu pandemii COVID-19 | Turniej anulowano z powodu pandemii COVID-19 |
| Dubaj          | Twarda        | Asłan Karacew                                | Lloyd Harris                                 | 6:3, 6:2                                     |
| Acapulco       | Twarda        | Alexander Zverev                             | Stefanos Tsitsipas                           | 6:4, 7:6(3)                                  |
| Barcelona      | Ceglana       | Rafael Nadal                                 | Stefanos Tsitsipas                           | 6:4, 6:7(6), 7:5                             |
| Londyn         | Trawiasta     | Matteo Berrettini                            | Cameron Norrie                               | 6:4, 6:7(5), 6:3                             |
| Halle          | Trawiasta     | Ugo Humbert                                  | Andriej Rublow                               | 6:3, 7:6(4)                                  |
| Hamburg        | Ceglana       | Pablo Carreño-Busta                          | Filip Krajinović                             | 6:2, 6:4                                     |
| Waszyngton     | Twarda        | Jannik Sinner                                | Mackenzie McDonald                           | 7:5, 4:6, 7:5                                |
| Pekin          | Twarda        | Turniej anulowano z powodu pandemii COVID-19 | Turniej anulowano z powodu pandemii COVID-19 | Turniej anulowano z powodu pandemii COVID-19 |
| Tokio          | Twarda        | Turniej anulowano z powodu pandemii COVID-19 | Turniej anulowano z powodu pandemii COVID-19 | Turniej anulowano z powodu pandemii COVID-19 |
| Wiedeń         | Twarda (hala) | Alexander Zverev                             | Frances Tiafoe                               | 7:5, 6:4                                     |
| Bazylea        | Twarda (hala) | Turniej anulowano z powodu pandemii COVID-19 | Turniej anulowano z powodu pandemii COVID-19 | Turniej anulowano z powodu pandemii COVID-19 |

### Sezon 2020
| Turniej        | Nawierzchnia  | Zwycięzca                                    | Finalista                                    | Wynik                                        |
| Rotterdam      | Twarda (hala) | Gaël Monfils                                 | Félix Auger-Aliassime                        | 6:2, 6:4                                     |
| Rio de Janeiro | Ceglana       | Cristian Garín                               | Gianluca Mager                               | 7:6(3), 7:5                                  |
| Dubaj          | Twarda        | Novak Đoković                                | Stefanos Tsitsipas                           | 6:3, 6:4                                     |
| Acapulco       | Twarda        | Rafael Nadal                                 | Taylor Fritz                                 | 6:3, 6:2                                     |
| Barcelona      | Ceglana       | Turniej anulowano z powodu pandemii COVID-19 | Turniej anulowano z powodu pandemii COVID-19 | Turniej anulowano z powodu pandemii COVID-19 |
| Londyn         | Trawiasta     | Turniej anulowano z powodu pandemii COVID-19 | Turniej anulowano z powodu pandemii COVID-19 | Turniej anulowano z powodu pandemii COVID-19 |
| Halle          | Trawiasta     | Turniej anulowano z powodu pandemii COVID-19 | Turniej anulowano z powodu pandemii COVID-19 | Turniej anulowano z powodu pandemii COVID-19 |
| Hamburg        | Ceglana       | Andriej Rublow                               | Stefanos Tsitsipas                           | 6:4, 3:6, 7:5                                |
| Waszyngton     | Twarda        | Turniej anulowano z powodu pandemii COVID-19 | Turniej anulowano z powodu pandemii COVID-19 | Turniej anulowano z powodu pandemii COVID-19 |
| Pekin          | Twarda        | Turniej anulowano z powodu pandemii COVID-19 | Turniej anulowano z powodu pandemii COVID-19 | Turniej anulowano z powodu pandemii COVID-19 |
| Tokio          | Twarda        | Turniej anulowano z powodu pandemii COVID-19 | Turniej anulowano z powodu pandemii COVID-19 | Turniej anulowano z powodu pandemii COVID-19 |
| Petersburg     | Twarda (hala) | Andriej Rublow                               | Borna Ćorić                                  | 7:6(5), 6:4                                  |
| Wiedeń         | Twarda (hala) | Andriej Rublow                               | Lorenzo Sonego                               | 6:4, 6:4                                     |
| Bazylea        | Twarda (hala) | Turniej anulowano z powodu pandemii COVID-19 | Turniej anulowano z powodu pandemii COVID-19 | Turniej anulowano z powodu pandemii COVID-19 |

### Sezon 2019
| Turniej        | Nawierzchnia  | Zwycięzca            | Finalista             | Wynik               |
| Rotterdam      | Twarda (hala) | Gaël Monfils         | Stan Wawrinka         | 6:3, 1:6, 6:2       |
| Rio de Janeiro | Ceglana       | Laslo Đere           | Félix Auger-Aliassime | 6:3, 7:5            |
| Dubaj          | Twarda        | Roger Federer        | Stefanos Tsitsipas    | 6:4, 6:4            |
| Acapulco       | Twarda        | Nick Kyrgios         | Alexander Zverev      | 6:3, 6:4            |
| Barcelona      | Ceglana       | Dominic Thiem        | Daniił Miedwiediew    | 6:4, 6:0            |
| Londyn         | Trawiasta     | Feliciano López      | Gilles Simon          | 6:2, 6:7(4), 7:6(2) |
| Halle          | Trawiasta     | Roger Federer        | David Goffin          | 7:6(2), 6:1         |
| Hamburg        | Ceglana       | Nikoloz Basilaszwili | Andriej Rublow        | 7:5, 4:6, 6:3       |
| Waszyngton     | Twarda        | Nick Kyrgios         | Daniił Miedwiediew    | 7:6(4), 7:6(4)      |
| Pekin          | Twarda        | Dominic Thiem        | Stefanos Tsitsipas    | 3:6, 6:4, 6:1       |
| Tokio          | Twarda        | Novak Đoković        | John Millman          | 6:3, 6:2            |
| Wiedeń         | Twarda (hala) | Dominic Thiem        | Diego Schwartzman     | 3:6, 6:4, 6:3       |
| Bazylea        | Twarda (hala) | Roger Federer        | Alex de Minaur        | 6:2, 6:2            |

### Sezon 2018
| Turniej        | Nawierzchnia  | Zwycięzca             | Finalista             | Wynik            |
| Rotterdam      | Twarda (hala) | Roger Federer         | Grigor Dimitrow       | 6:2, 6:2         |
| Rio de Janeiro | Ceglana       | Diego Schwartzman     | Fernando Verdasco     | 6:2, 6:3         |
| Dubaj          | Twarda        | Roberto Bautista-Agut | Lucas Pouille         | 6:3, 6:4         |
| Acapulco       | Twarda        | Juan Martín del Potro | Kevin Anderson        | 6:4, 6:4         |
| Barcelona      | Ceglana       | Rafael Nadal          | Stefanos Tsitsipas    | 6:2, 6:1         |
| Londyn         | Trawiasta     | Marin Čilić           | Novak Đoković         | 5:7, 7:6(4), 6:3 |
| Halle          | Trawiasta     | Borna Ćorić           | Roger Federer         | 7:6(6), 3:6, 6:2 |
| Hamburg        | Ceglana       | Nikoloz Basilaszwili  | Leonardo Mayer        | 6:4, 0:6, 7:5    |
| Waszyngton     | Twarda        | Alexander Zverev      | Alex de Minaur        | 6:2, 6:4         |
| Pekin          | Twarda        | Nikoloz Basilaszwili  | Juan Martín del Potro | 6:4, 6:4         |
| Tokio          | Twarda (hala) | Daniił Miedwiediew    | Kei Nishikori         | 6:2, 6:4         |
| Wiedeń         | Twarda (hala) | Kevin Anderson        | Kei Nishikori         | 6:3, 7:6(3)      |
| Bazylea        | Twarda (hala) | Roger Federer         | Marius Copil          | 7:6(5), 6:4      |

### Sezon 2017
| Turniej        | Nawierzchnia  | Zwycięzca          | Finalista             | Wynik               |
| Rotterdam      | Twarda (hala) | Jo-Wilfried Tsonga | David Goffin          | 4:6, 6:4, 6:1       |
| Rio de Janeiro | Ceglana       | Dominic Thiem      | Pablo Carreño-Busta   | 7:5, 6:4            |
| Dubaj          | Twarda        | Andy Murray        | Fernando Verdasco     | 6:3, 6:2            |
| Acapulco       | Twarda        | Sam Querrey        | Rafael Nadal          | 6:3, 7:6(3)         |
| Barcelona      | Ceglana       | Rafael Nadal       | Dominic Thiem         | 6:4, 6:1            |
| Londyn         | Trawiasta     | Feliciano López    | Marin Čilić           | 4:6, 7:6(2), 7:6(8) |
| Halle          | Trawiasta     | Roger Federer      | Alexander Zverev      | 6:1, 6:3            |
| Hamburg        | Ceglana       | Leonardo Mayer     | Florian Mayer         | 6:4, 4:6, 6:3       |
| Waszyngton     | Twarda        | Alexander Zverev   | Kevin Anderson        | 6:4, 6:4            |
| Pekin          | Twarda        | Rafael Nadal       | Nick Kyrgios          | 6:2, 6:1            |
| Tokio          | Twarda        | David Goffin       | Adrian Mannarino      | 6:3, 7:5            |
| Wiedeń         | Twarda (hala) | Lucas Pouille      | Jo-Wilfried Tsonga    | 6:1, 6:4            |
| Bazylea        | Twarda (hala) | Roger Federer      | Juan Martín del Potro | 6:7(5), 6:4, 6:3    |

### Sezon 2016
| Turniej        | Nawierzchnia  | Zwycięzca     | Finalista          | Wynik            |
| Rotterdam      | Twarda (hala) | Martin Kližan | Gaël Monfils       | 6:7(1), 6:3, 6:1 |
| Rio de Janeiro | Ceglana       | Pablo Cuevas  | Guido Pella        | 6:4, 6:7(5), 6:4 |
| Dubaj          | Twarda        | Stan Wawrinka | Markos Pagdatis    | 6:4, 7:6(13)     |
| Acapulco       | Twarda        | Dominic Thiem | Bernard Tomic      | 7:6(6), 4:6, 6:3 |
| Barcelona      | Ceglana       | Rafael Nadal  | Kei Nishikori      | 6:4, 7:5         |
| Londyn         | Trawiasta     | Andy Murray   | Milos Raonic       | 6:7(5), 6:4, 6:3 |
| Halle          | Trawiasta     | Florian Mayer | Alexander Zverev   | 6:2, 5:7, 6:3    |
| Hamburg        | Ceglana       | Martin Kližan | Pablo Cuevas       | 6:1, 6:4         |
| Waszyngton     | Twarda        | Gaël Monfils  | Ivo Karlović       | 5:7, 7:6(6), 6:4 |
| Pekin          | Twarda        | Andy Murray   | Grigor Dimitrow    | 6:4, 7:6(2)      |
| Tokio          | Twarda        | Nick Kyrgios  | David Goffin       | 4:6, 6:3, 7:5    |
| Wiedeń         | Twarda (hala) | Andy Murray   | Jo-Wilfried Tsonga | 6:3, 7:6(6)      |
| Bazylea        | Twarda (hala) | Marin Čilić   | Kei Nishikori      | 6:1, 7:6(5)      |

### Sezon 2015
| Turniej        | Nawierzchnia  | Zwycięzca     | Finalista      | Wynik         |
| Rotterdam      | Twarda (hala) | Stan Wawrinka | Tomáš Berdych  | 4:6, 6:3, 6:4 |
| Rio de Janeiro | Ceglana       | David Ferrer  | Fabio Fognini  | 6:2, 6:3      |
| Dubaj          | Twarda        | Roger Federer | Novak Đoković  | 6:3, 7:5      |
| Acapulco       | Twarda        | David Ferrer  | Kei Nishikori  | 6:3, 7:5      |
| Barcelona      | Ceglana       | Kei Nishikori | Pablo Andújar  | 6:4, 6:4      |
| Londyn         | Trawiasta     | Andy Murray   | Kevin Anderson | 6:3, 6:4      |
| Halle          | Trawiasta     | Roger Federer | Andreas Seppi  | 7:6(1), 6:4   |
| Hamburg        | Ceglana       | Rafael Nadal  | Fabio Fognini  | 7:5, 7:5      |
| Waszyngton     | Twarda        | Kei Nishikori | John Isner     | 4:6, 6:4, 6:4 |
| Pekin          | Twarda        | Novak Đoković | Rafael Nadal   | 6:2, 6:2      |
| Tokio          | Twarda        | Stan Wawrinka | Benoît Paire   | 6:2, 6:4      |
| Wiedeń         | Twarda (hala) | David Ferrer  | Steve Johnson  | 4:6, 6:4, 7:5 |
| Bazylea        | Twarda (hala) | Roger Federer | Rafael Nadal   | 6:3, 5:7, 6:3 |

### Sezon 2014
| Turniej        | Nawierzchnia  | Zwycięzca       | Finalista            | Wynik               |
| Rotterdam      | Twarda (hala) | Tomáš Berdych   | Marin Čilić          | 6:4, 6:2            |
| Rio de Janeiro | Ceglana       | Rafael Nadal    | Ołeksandr Dołhopołow | 6:3, 7:6(3)         |
| Dubaj          | Twarda        | Roger Federer   | Tomáš Berdych        | 3:6, 6:4, 6:3       |
| Acapulco       | Twarda        | Grigor Dimitrow | Kevin Anderson       | 7:6(1), 3:6, 7:6(5) |
| Barcelona      | Ceglana       | Kei Nishikori   | Santiago Giraldo     | 6:2, 6:2            |
| Hamburg        | Ceglana       | Leonardo Mayer  | David Ferrer         | 6:7(3), 6:1, 7:6(4) |
| Waszyngton     | Twarda        | Milos Raonic    | Vasek Pospisil       | 6:1, 6:4            |
| Pekin          | Twarda        | Novak Đoković   | Tomáš Berdych        | 6:0, 6:2            |
| Tokio          | Twarda        | Kei Nishikori   | Milos Raonic         | 7:6(5), 4:6, 6:4    |
| Walencja       | Twarda (hala) | Andy Murray     | Tommy Robredo        | 3:6, 7:6(7), 7:6(8) |
| Bazylea        | Twarda (hala) | Roger Federer   | David Goffin         | 6:2, 6:2            |

### Sezon 2013
| Turniej    | Nawierzchnia  | Zwycięzca             | Finalista         | Wynik            |
| Rotterdam  | Twarda (hala) | Juan Martín del Potro | Julien Benneteau  | 7:6(2), 6:3      |
| Memphis    | Twarda (hala) | Kei Nishikori         | Feliciano López   | 6:2, 6:3         |
| Dubaj      | Twarda        | Novak Đoković         | Tomáš Berdych     | 7:5, 6:3         |
| Acapulco   | Ceglana       | Rafael Nadal          | David Ferrer      | 6:0, 6:2         |
| Barcelona  | Ceglana       | Rafael Nadal          | Nicolás Almagro   | 6:4, 6:3         |
| Hamburg    | Ceglana       | Fabio Fognini         | Federico Delbonis | 4:6, 7:6(8), 6:2 |
| Waszyngton | Twarda        | Juan Martín del Potro | John Isner        | 3:6, 6:1, 6:2    |
| Pekin      | Twarda        | Novak Đoković         | Rafael Nadal      | 6:3, 6:4         |
| Tokio      | Twarda        | Juan Martín del Potro | Milos Raonic      | 7:6(5), 7:5      |
| Walencja   | Twarda (hala) | Michaił Jużny         | David Ferrer      | 6:3, 7:5         |
| Bazylea    | Twarda (hala) | Juan Martín del Potro | Roger Federer     | 7:6(3), 2:6, 6:4 |

### Sezon 2012
| Turniej    | Nawierzchnia  | Zwycięzca             | Finalista             | Wynik               |
| Rotterdam  | Twarda (hala) | Roger Federer         | Juan Martín del Potro | 6:1, 6:4            |
| Memphis    | Twarda (hala) | Jürgen Melzer         | Milos Raonic          | 7:5, 7:6(4)         |
| Dubaj      | Twarda        | Roger Federer         | Andy Murray           | 7:5, 6:4            |
| Acapulco   | Ceglana       | David Ferrer          | Fernando Verdasco     | 6:1, 6:2            |
| Barcelona  | Ceglana       | Rafael Nadal          | David Ferrer          | 7:6(1), 7:5         |
| Hamburg    | Ceglana       | Juan Mónaco           | Tommy Haas            | 7:5, 6:4            |
| Waszyngton | Twarda        | Ołeksandr Dołhopołow  | Tommy Haas            | 6:7(7), 6:4, 6:1    |
| Pekin      | Twarda        | Novak Đoković         | Jo-Wilfried Tsonga    | 7:6(4), 6:2         |
| Tokio      | Twarda        | Kei Nishikori         | Milos Raonic          | 7:6(5), 3:6, 6:0    |
| Walencja   | Twarda (hala) | David Ferrer          | Ołeksandr Dołhopołow  | 6:1, 3:6, 6:4       |
| Bazylea    | Twarda (hala) | Juan Martín del Potro | Roger Federer         | 6:4, 6:7(5), 7:6(3) |

### Sezon 2011
| Turniej    | Nawierzchnia  | Zwycięzca         | Finalista          | Wynik                |
| Rotterdam  | Twarda (hala) | Robin Söderling   | Jo-Wilfried Tsonga | 6:3, 3:6, 6:3        |
| Memphis    | Twarda (hala) | Andy Roddick      | Milos Raonic       | 7:6(7), 6:7(11), 7:5 |
| Dubaj      | Twarda        | Novak Đoković     | Roger Federer      | 6:3, 6:3             |
| Acapulco   | Ceglana       | David Ferrer      | Nicolás Almagro    | 7:6(4), 6:7(2), 6:2  |
| Barcelona  | Ceglana       | Rafael Nadal      | David Ferrer       | 6:2, 6:4             |
| Hamburg    | Ceglana       | Gilles Simon      | Nicolás Almagro    | 6:4, 4:6, 6:4        |
| Waszyngton | Twarda        | Radek Štěpánek    | Gaël Monfils       | 6:4, 6:4             |
| Pekin      | Twarda        | Tomáš Berdych     | Marin Čilić        | 3:6, 6:4, 6:1        |
| Tokio      | Twarda        | Andy Murray       | Rafael Nadal       | 3:6, 6:2, 6:0        |
| Walencja   | Twarda (hala) | Marcel Granollers | Juan Mónaco        | 6:2, 4:6, 7:6(3)     |
| Bazylea    | Twarda (hala) | Roger Federer     | Kei Nishikori      | 6:1, 6:3             |

### Sezon 2010
| Turniej    | Nawierzchnia  | Zwycięzca         | Finalista           | Wynik               |
| Rotterdam  | Twarda (hala) | Robin Söderling   | Michaił Jużny       | 6:4, 2:0 krecz      |
| Memphis    | Twarda (hala) | Sam Querrey       | John Isner          | 6:7(3), 7:6(5), 6:3 |
| Dubaj      | Twarda        | Novak Đoković     | Michaił Jużny       | 7:5, 5:7, 6:3       |
| Acapulco   | Ceglana       | David Ferrer      | Juan Carlos Ferrero | 6:3, 3:6, 6:1       |
| Barcelona  | Ceglana       | Fernando Verdasco | Robin Söderling     | 6:3, 4:6, 6:3       |
| Hamburg    | Ceglana       | Andriej Gołubiew  | Jürgen Melzer       | 6:3, 7:5            |
| Waszyngton | Twarda        | David Nalbandian  | Markos Pagdatis     | 6:2, 7:6(4)         |
| Pekin      | Twarda        | Novak Đoković     | David Ferrer        | 6:2, 6:4            |
| Tokio      | Twarda        | Rafael Nadal      | Gaël Monfils        | 6:1, 7:5            |
| Walencja   | Twarda (hala) | David Ferrer      | Marcel Granollers   | 7:5, 6:3            |
| Bazylea    | Twarda (hala) | Roger Federer     | Novak Đoković       | 6:4, 3:6, 6:1       |

### Sezon 2009
| Turniej    | Nawierzchnia  | Zwycięzca             | Finalista          | Wynik            |
| Rotterdam  | Twarda (hala) | Andy Murray           | Rafael Nadal       | 6:3, 4:6, 6:0    |
| Memphis    | Twarda (hala) | Andy Roddick          | Radek Štěpánek     | 7:5, 7:5         |
| Dubaj      | Twarda        | Novak Đoković         | David Ferrer       | 7:5, 6:3         |
| Acapulco   | Ceglana       | Nicolás Almagro       | Gaël Monfils       | 6:4, 6:4         |
| Barcelona  | Ceglana       | Rafael Nadal          | David Ferrer       | 6:2, 7:5         |
| Hamburg    | Ceglana       | Nikołaj Dawydienko    | Paul-Henri Mathieu | 6:4, 6:2         |
| Waszyngton | Twarda        | Juan Martín del Potro | Andy Roddick       | 3:6, 7:5, 7:6(3) |
| Pekin      | Twarda        | Novak Đoković         | Marin Čilić        | 6:2, 7:6(4)      |
| Tokio      | Twarda        | Jo-Wilfried Tsonga    | Michaił Jużny      | 6:3, 6:3         |
| Walencja   | Twarda (hala) | Andy Murray           | Michaił Jużny      | 6:3, 6:2         |
| Bazylea    | Twarda (hala) | Novak Đoković         | Roger Federer      | 6:4, 4:6, 6:2    |